# Atopognathus fasciatus
Atopognathus fasciatus är en tvåvingeart som först beskrevs av Charles Howard Curran 1936.  Atopognathus fasciatus ingår i släktet Atopognathus och familjen bredmunsflugor. Inga underarter finns listade i Catalogue of Life.